# Miridiba herteli
Miridiba herteli är en skalbaggsart som beskrevs av Frey 1971. Miridiba herteli ingår i släktet Miridiba och familjen Melolonthidae. Inga underarter finns listade i Catalogue of Life.